# Pareques iwamotoi
Pareques iwamotoi es una  especie de pez de la familia Sciaenidae. Se localiza en las costas del Mar Caribe.